# 栃木県立黒磯南高等学校
栃木県立黒磯南高等学校（とちぎけんりつ くろいそみなみこうとうがっこう）は、栃木県那須塩原市上厚崎に所在する公立の高等学校。

## 設置学科
- 総合学科
  - 国際・語学系列
  - 人文・社会系列
  - 自然科学系列
  - 生活・福祉・芸術系列

## 特色
那須塩原市内にある県立の高等学校では一番設立が新しい。英語科を持ち、1989年より国際理解教育の一環として、海外研修を行っている。
2013年より総合学科に再編された。

## 交通
JR東日本宇都宮線黒磯駅・那須塩原駅から4km

## 沿革
- 1976年 - 栃木県立黒磯南高等学校設立。
- 1982年 - 英語コースを設置。
- 1989年 - 海外研修始まる。
- 1997年 - 学科再編により英語科を設置する。
- 2003年 - 普通科の学級減により普通科5クラス、英語科1クラスとなる。
- 2013年 - 総合学科に改編された。

## 卒業生
- 川崎鷹也（シンガーソングライター）
- 薄井賢也（お笑いコンビ「髭兎」）